# Robert Dundas le Jeune
Pour les articles homonymes, voir Robert Dundas.
Robert Dundas d'Arniston le jeune, (18 juillet 1713 - 13 décembre 1787) est un juge écossais. Il est Solliciteur général pour l'Écosse de 1742 à 1746, Lord Advocate de 1754 à 1760 et député de Midlothian de 1754 à 1761. Il est lord président de la Cour de session de 1760 à 1787, perdant sa popularité pour avoir donné son vote prépondérant contre Archibald Douglas dans la célèbre cause Douglas.

## Biographie

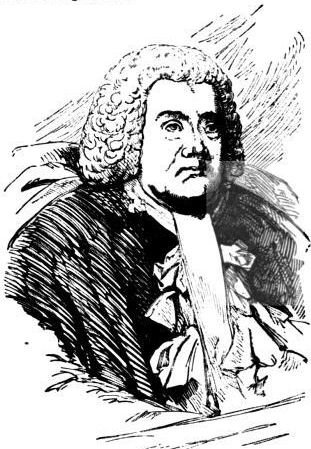
Robert Dundas d'Arniston, le jeune

Robert Dundas est le fils aîné de Robert Dundas l'ancien (en) (1685-1753), lord président de la Cour de session, et d'Elizabeth Watson, sa première épouse. Il fait ses études d'abord à la maison et à l'école, puis à l'Université d'Édimbourg. En 1733, il se rend à l'Université d'Utrecht, célèbre pour l'enseignement du droit romain, et visite également Paris .
De retour en Écosse en 1737, il est admis comme avocat en 1738. Il est rapide, ingénieux et éloquent, et a une mémoire rémanente. Comme son père, il est convivial et se dérobe aux corvées. Étant uniquement ambitieux d'atteindre le banc, il refuse de nombreux dossiers, en particulier ceux qui impliquaient la rédaction de documents, et n'a pris que le travail qui semblait conduire à l'avancement. Pour ses cinq premières années, ses honoraires n'ont atteint en moyenne que 280 £ par an. Grâce à la faveur de l'administration Carteret, il est nommé Solliciteur général pour l'Écosse le 11 août 1742 et, aucun changement ne se produisant dans le département écossais à la mort de Lord Wilmington, a occupé ce poste à travers les temps difficiles des complots jacobites et de la rébellion de 1745. Cependant, étant incapable de travailler correctement avec Andrew Fletcher (Lord Milton) (en), le Lord justice, il démissionne en 1746 lors du changement de ministère, mais est immédiatement élu doyen de la faculté .
Le 16 août 1754, il est nommé Lord Advocate, après avoir été élu député pour Midlothian sans opposition le 25 avril aux élections générales. Pendant son séjour au Parlement, il s'est opposé à la création d'une milice en Écosse et, en tant que Lord avocat, est largement occupé à régler les Highland Clearances et à disposer de son grand patronage afin de renforcer l'influence familiale. Mais un de ses discours au parlement est enregistré .
Dundas est nommé commissaire des pêches le 17 juin 1755 et, à la mort de Robert Craigie (en), il est devenu lord président de la cour de session le 14 juin 1760. Il constate que plus de deux ans d'arriérés d'affaires restent indécis et, ayant déployé de grands efforts pour les régler, il n'a jamais laissé s'allonger sa liste de cas en attente. Ayant, le 7 juillet 1767, donné le vote prépondérant contre le demandeur, Archibald Stewart, dans l'affaire de la pairie Douglas, il devient très impopulaire et, pendant les réjouissances tumultueuses à Édimbourg, après que la Chambre des lords eut infirmé cette décision le 2 mars 1769, la foule l'a insulté et a attaqué sa maison. Au cours de ses dernières années, sa vue a baissé et, après une courte maladie, il est mort dans sa maison d'Adam's Square le 13 décembre 1787 et est enterré en grande pompe à Borthwick le 18 décembre ,.

## Famille
Il fait partie d'une remarquable dynastie juridique et politique écossaise, son arrière-grand-père James Dundas (Lord Arniston) (en) (décédé en 1679) et son grand-père Robert Dundas (Lord Arniston) (en) (décédé en 1726) ont été députés et juges, tout comme son père, Robert Dundas d'Arniston, l'ancien.
Il épouse, le 17 octobre 1741, Henrietta Baillie, fille de James Carmichael Baillie de Lamington et Bonnytoun, décédée le 3 mai 1755; et, en secondes noces, en septembre 1756, Jean, fille de William Grant (Lord Prestongrange) (en). Par sa première épouse, il a eu quatre filles, dont Elizabeth, l'aînée, a épousé John Lockhart-Ross ; et par sa seconde épouse, quatre fils, dont Robert Dundas d'Arniston, l'aîné, devient Lord avocat, et deux filles. Les trois fils cadets ont tous eu des carrières notables : Francis Dundas est devenu général et gouverneur par intérim de la colonie du Cap entre 1798 et 1803, William est devenu avocat et député  et Philip Dundas est devenu surintendant de Bombay, député, et gouverneur de l'Île de Penang.